# Aiguille Savoie
L'Aiguille Savoie (3.604 m s.l.m.) è una montagna del Massiccio del Monte Bianco nelle Alpi Graie. Fa parte del gruppo di Triolet e si trova sul confine tra l'Italia e la Francia.

## Salita alla vetta
Dal versante italiano si può salire sulla vetta partendo dal Rifugio Cesare Dalmazzi al Triolet.